# Đề án 985
Đề án 985 (tiếng Trung: 985工程) là một chương trình phát triển, tài trợ giáo dục đại học của Trung Quốc nhằm xây dựng các trường giáo dục đại học đẳng cấp thế giới, được tiến hành vào tháng 5 năm 1998. 39 trường đại học được chọn tham gia Đề án 985, phần lớn được coi là các trường đại học hàng đầu ở Trung Quốc.
Đề án 211 và Đề án 985 được Tổng Bí thư Giang Trạch Dân đề xướng vào thập niên 1990 nhằm thực hiện chiến lược "khoa giáo hưng quốc". Tổng Bí thư Tập Cận Bình chấm dứt hai đề án vào năm 2016 và thay thế bằng đề án Xây dựng hai hàng đầu vào năm 2017.

## Lịch sử
Tại lễ kỷ niệm 100 năm thành lập Đại học Bắc Kinh vào ngày 4 tháng 5 năm 1998, Tổng Bí thư Giang Trạch Dân tuyên bố rằng Trung Quốc phải có các trường đại học tầm cỡ thế giới để thực hiện mục tiêu hiện đại hóa.
Tháng 1 năm 1999, Quốc vụ viện ban hành "Kế hoạch hành động chấn hưng giáo dục trong thế kỷ 21" do Bộ Giáo dục xây dựng, đặt mục tiêu xây dựng các trường đại học tầm cỡ thế giới. Kế hoạch về sau được gọi là "Đề án 985", ám chỉ bài phát biểu của Giang Trạch Dân vào tháng 5 năm 1998.
Đề án yêu cầu chính quyền trung ương, chính quyền địa phương phân bổ một lượng lớn ngân sách cho một số trường đại học nhằm xây dựng các trung tâm nghiên cứu mới, cải thiện cơ sở vật chất, tổ chức hội nghị quốc tế, thu hút giáo sư, học giả thế giới và hỗ trợ giáo sư Trung Quốc tham dự hội nghị ở nước ngoài.
Ngày 7 tháng 6 năm 2016, Bộ Giáo dục chấm dứt Đề án 985 và Đề án 211 theo chỉ đạo của Tổng Bí thư Tập Cận Bình. 985 và 211 tiếp tục được sử dụng tại Trung Quốc khi đề cập đến các trường đại học hàng đầu ở Trung Quốc đại lục.

## Danh sách trường đại học thuộc Đề án 985
39 trường đại học công lập được chọn tham gia Đề án 985:
| Tỉnh / Thành phố trực thuộc trung ương | Thành phố      | Đại học                                                         | Năm thành lập |
| Hoa Bắc (10)                           | Hoa Bắc (10)   | Hoa Bắc (10)                                                    | Hoa Bắc (10)  |
| -------------------------------------- | -------------- | --------------------------------------------------------------- | ------------- |
| Bắc Kinh (8)                           | Bắc Kinh (8)   | Đại học Bắc Kinh                                                | 1898          |
| Bắc Kinh (8)                           | Bắc Kinh (8)   | Đại học Thanh Hoa                                               | 1911          |
| Bắc Kinh (8)                           | Bắc Kinh (8)   | Đại học Nhân dân Trung Quốc                                     | 1937          |
| Bắc Kinh (8)                           | Bắc Kinh (8)   | Đại học Sư phạm Bắc Kinh                                        | 1902          |
| Bắc Kinh (8)                           | Bắc Kinh (8)   | Đại học Hàng không vũ trụ Bắc Kinh                              | 1952          |
| Bắc Kinh (8)                           | Bắc Kinh (8)   | Đại học Công nghệ Bắc Kinh                                      | 1940          |
| Bắc Kinh (8)                           | Bắc Kinh (8)   | Đại học Nông nghiệp Trung Quốc                                  | 1905          |
| Bắc Kinh (8)                           | Bắc Kinh (8)   | Đại học Dân tộc Trung ương                                      | 1941          |
| Thiên Tân (2)                          | Thiên Tân (2)  | Đại học Nam Khai                                                | 1919          |
| Thiên Tân (2)                          | Thiên Tân (2)  | Đại học Thiên Tân                                               | 1895          |
| Đông Bắc Trung Quốc (4)                |                |                                                                 |               |
| Liêu Ninh (2)                          | Đại Liên       | Đại học Công nghệ Đại Liên                                      | 1949          |
| Liêu Ninh (2)                          | Thẩm Dương     | Đại học Đông Bắc                                                | 1923          |
| Hắc Long Giang                         | Cáp Nhĩ Tân    | Đại học Công nghiệp Cáp Nhĩ Tân                                 | 1920          |
| Cát Lâm                                | Trường Xuân    | Đại học Cát Lâm                                                 | 1946          |
| Hoa Đông (11)                          |                |                                                                 |               |
| Thượng Hải (4)                         | Thượng Hải (4) | Đại học Phục Đán                                                | 1905          |
| Thượng Hải (4)                         | Thượng Hải (4) | Đại học Giao thông Thượng Hải                                   | 1896          |
| Thượng Hải (4)                         | Thượng Hải (4) | Đại học Đồng Tế                                                 | 1907          |
| Thượng Hải (4)                         | Thượng Hải (4) | Đại học Sư phạm Hoa Đông                                        | 1951          |
| Giang Tô (2)                           | Nam Kinh (2)   | Đại học Nam Kinh                                                | 1902          |
| Giang Tô (2)                           | Nam Kinh (2)   | Đại học Đông Nam                                                | 1902          |
| Sơn Đông (2)                           | Tế Nam         | Đại học Sơn Đông                                                | 1901          |
| Sơn Đông (2)                           | Thanh Đảo      | Đại học Hải dương Trung Quốc                                    | 1924          |
| An Huy                                 | Hợp Phì        | Đại học Khoa học và Kỹ thuật Trung Quốc                         | 1958          |
| Chiết Giang                            | Hàng Châu      | Đại học Chiết Giang                                             | 1897          |
| Phúc Kiến                              | Hạ Môn         | Đại học Hạ Môn                                                  | 1921          |
| Hoa Nam (2)                            |                |                                                                 |               |
| Quảng Đông                             | Quảng Châu (2) | Đại học Trung Sơn                                               | 1924          |
| Quảng Đông                             | Quảng Châu (2) | Đại học Công nghệ Hoa Nam                                       | 1952          |
| Tây Nam Trung Quốc (3)                 |                |                                                                 |               |
| Tứ Xuyên (2)                           | Thành Đô (2)   | Đại học Tứ Xuyên                                                | 1896          |
| Tứ Xuyên (2)                           | Thành Đô (2)   | Đại học Khoa học và Công nghệ Điện tử Trung Quốc                | 1956          |
| Trùng Khánh                            | Trùng Khánh    | Đại học Trùng Khánh                                             | 1929          |
| Hoa Trung (5)                          |                |                                                                 |               |
| Hồ Nam (3)                             | Trường Sa (3)  | Đại học Hồ Nam                                                  | 1903          |
| Hồ Nam (3)                             | Trường Sa (3)  | Đại học Trung Nam                                               | 2000          |
| Hồ Nam (3)                             | Trường Sa (3)  | Đại học Kỹ thuật Quốc phòng Quân Giải phóng Nhân dân Trung Quốc | 1953          |
| Hồ Bắc (2)                             | Vũ Hán (2)     | Đại học Vũ Hán                                                  | 1893          |
| Hồ Bắc (2)                             | Vũ Hán (2)     | Đại học Khoa học và Kỹ thuật Hoa Trung                          | 1953          |
| Tây Bắc Trung Quốc (4)                 |                |                                                                 |               |
| Thiểm Tây (3)                          | Tây An (2)     | Đại học Công nghiệp Tây Bắc                                     | 1938          |
| Thiểm Tây (3)                          | Tây An (2)     | Đại học Giao thông Tây An                                       | 1896          |
| Thiểm Tây (3)                          | Hàm Dương      | Đại học Khoa học và Kỹ thuật Nông Lâm Tây Bắc                   | 1934          |
| Cam Túc                                | Lan Châu       | Đại học Lan Châu                                                | 1909          |